# تحطم سلاح الجو السوداني 1998
تحطم سلاح الجو السوداني في عام 1998م هو تحطم طائرة نقل تابعة للقوات الجوية السودانية في مدينة ناصر. وأسفرت عن مقتل العديد من كبار قادة الحكومة بمن فيهم نائب الرئيس الزبير محمد صالح.  
في صباح يوم 12 شباط / فبراير 1998م، حاولت طائرة عمودية تابعة لسلاح الجو السوداني أنتونوف - 26 الهبوط في مطار ناصر. تجاوزت المركبة نهاية المدرج وانزلقت إلى نهر سوبات  أعلنت الحكومة السودانية أن الضباب والرياح القوية تسببت في تحطم الطائرة. 
أعلن الناطق بلسان الجيش الشعبي لتحرير السودان في نيروبي الحادث لم يكن مجرد حادث، ولكنه كان ناجماً عن هجوم للجيش الشعبي لتحرير السودان.

## إصابات
من بين 57 من الطاقم والركاب على متن الطائرة، غرق 26 في النهر، من بين القتلى:
- صالح ، نائب الرئيس
- موسى سيد أحمد، المدير العام للمجلس الأعلى للسلام
- أروك ثون أروك، وهو متمرد سابق تحول إلى ضابط في الجيش الحكومي [5]
- تيموثي توتلام، مدير جمعية الإغاثة بجنوب السودان [6]

نجا وزير الإعلام العميد محمد خير ووزير آخر.